# Donnelly Rhodes
Henry Donnelly Rhodes (Winnipeg, 4 dicembre 1937 – Maple Ridge, 8 gennaio 2018) è stato un attore canadese.

## Filmografia parziale

### Cinema
- I 27 giorni del pianeta Sigma (The 27th Day), regia di William Asher (1957)
- Sparatorie ad Abilene (Gunfight in Abilene), regia di William Hale (1967)
- Butch Cassidy (Butch Cassidy and the Sundance Kid), regia di George Roy Hill (1969)
- L'odissea del Neptune nell'impero sommerso (The Neptune Factor), regia di Daniel Petrie (1973)
- Pressure, regia di Richard Gale (2002)
- Snow Dogs - 8 cani sotto zero (Snow Dogs), regia di Brian Levant (2002)
- Ramona e Beezus (Ramona and Beezus), regia di Elizabeth Allen Rosenbaum (2010)
- Tron: Legacy, regia di Joseph Kosinski (2010)
- Io & Marley 2 - Il terribile (Marley & Me: The Puppy Years), regia di Michael Damian (2011)
- Barricade, regia di Andrew Currie (2012)

### Televisione
- Bonanza – serie TV, 2 episodi (1960)
- L'ora di Hitchcock (The Alfred Hitchcock Hour) – serie TV, episodi 2x26-3x18 (1964-1965)
- Laredo – serie TV, 2 episodi (1965-1966)
- Carovane verso il West (Wagon Train) – serie TV, un episodio (1965)
- Il virginiano (The Virginian) – serie TV, un episodio (1966)
- Custer – serie TV, un episodio (1967)
- Mannix – serie TV, un episodio (1967)
- Due avvocati nel West (Dundee and the Culhane) – serie TV, un episodio (1967)
- Tarzan – serie TV, episodio 2x09 (1967)
- Selvaggio west (The Wild Wild West) – serie TV, un episodio (1967)
- Missione impossibile (Mission: Impossible) – serie TV, 3 episodi (1968-1972)
- Febbre d'amore (The Young and the Restless) – serie TV, 4 episodi (1974-1998)
- Bolle di sapone (Soap) – serie TV, 38 episodi (1978-1981)
- Wonder Woman – serie TV, un episodio (1979)
- Una storia del West (The Chisholms) – serie TV, un episodio (1980)
- Cin cin (Cheers) – serie TV, un episodio (1982)
- L'albero delle mele (The Facts of Life) – serie TV, un episodio (1982)
- Taxi – serie TV, un episodio (1982)
- Hill Street giorno e notte (Hill Street Blues) – serie TV, 4 episodi (1982-1983)
- Magnum, P.I. – serie TV, un episodio (1983)
- La piccola grande Nell (Gimme a Break!) – serie TV, un episodio (1983)
- Amanda (Amanda's) – serie TV, un episodio (1983)
- Alice – serie TV, un episodio (1984)
- Double Trouble – serie TV, 9 episodi (1984-1985)
- Danger Bay – serie TV, 122 episodi (1985-1990)
- Cuori senza età (The Golden Girls) – serie TV, un episodio (1987)
- Il cane di papà (Empty Nest) – serie TV, un episodio (1988)
- La signora in giallo (Murder, She Wrote) – serie TV, episodi 4x12-7x17-10x07 (1988-1993)
- Street Legal – serie TV, 10 episodi (1991-1992)
- X-Files (The X-Files) – serie TV, un episodio (1994-1996)
- Oltre i limiti (The Outer Limits) – serie TV, 2 episodi (1996-1997)
- Millennium – serie TV, 2 episodi (1997-1998)
- Sentinel (The Sentinel) – serie TV, un episodio (1997)
- Da Vinci's Inquest – serie TV, 91 episodi (1998-2001)
- Il richiamo della foresta (Call of the Wild) – serie TV, un episodio (2000)
- Battlestar Galactica – serie TV, 36 episodi (2004-2009)
- Life as We Know It – serie TV, 3 episodi (2004-2005)
- Supernatural – serie TV, 2 episodi (2005-2013)
- Psych – serie TV, un episodio (2007)
- Smallville – serie TV, un episodio (2008)
- The L Word – serie TV, un episodio (2008)
- Human Target – serie TV, un episodio (2010)
- Heartland – serie TV, un episodio (2010)
- The Flash – serie TV, un episodio (2016)
- Legends of Tomorrow – serie TV, un episodio (2016)

## Doppiatori italiani
Nelle versioni in italiano delle opere in cui ha recitato, Donnelly Rhodes è stato doppiato da:
- Rino Bolognesi in La signora in giallo (ep. 10x07), Pressure
- Goffredo Matassi in Tron: Legacy, Battlestar Galactica (ep. 4x12-4x21)
- Piero Tiberi in L'odissea del Neptune nell'impero sommerso
- Oliviero Dinelli in Danger Bay
- Sergio Rossi in La signora in giallo (ep. 4x12)
- Rodolfo Bianchi in La signora in giallo (ep. 7x17)
- Luigi Montini in X-Files (ep. 1x19)
- Gianni Musy in X-Files (ep. 4x07)
- Carlo Sabatini in Millennium
- Glauco Onorato in L'abito da sposa
- Sandro Sardone in Battlestar Galactica (ep. 1x01-1x06)
- Renzo Stacchi in Battlestar Galactica
- Angelo Nicotra in Life as We Know It
- Giancarlo Padoan in Supernatural (ep. 1x02)
- Giovanni Petrucci in Supernatural (ep. 8x22)
- Dante Biagioni in Psych
- Renato Mori in Human Target
- Augusto Di Bono in Io & Marley 2 - Il terribile
- Giuliano Santi ne I 12 disastri di Natale